# بابک برزویه
بابک برزویه (۲۳ شهریور ۱۳۴۸ – ۲۵ مرداد ۱۴۰۱) عکاس سینما و مطبوعات و بازیگر بود.

## زندگی‌نامه
بابک برزویه در سال ۱۳۴۸ در تهران زاده شد. او با پایان دوره متوسطه تحصیلات خود را در رشته کاردانی هنر در انستیتو مربیان هنر ادامه داد. او دوره کارشناسی عکاسی را در سال ۱۳۷۳ در دانشگاه تهران به پایان رساند. پس از مدتی وقفه و فعالیت‌های هنری برزویه تحصیلات خود را در مقطع کارشناسی رشته بازیگری / کارگردانی در دانشگاه آزاد ادامه و در سال ۱۳۸۰ موفق به گرفتن مدرک در این رشته شد.

## زندگی حرفه‌ای
برزویه برای اولین بار در سن یازده سالگی در فیلم مدرسه‌ای که می‌رفتیم (۱۳۵۹) به‌کارگردانی داریوش مهرجویی نقشی ایفا کرد. او در دوران نوجوانی با توجه به علاقه به رشته عکاسی به این رشته روی آورد و با ادامه تحصیلات خود در این رشته فعالیت‌های خود را به صورت حرفه‌ای در عکاسی خبری، عکاسی صنعتی و عکاسی هنری ادامه داد.
وی همکاری با کارگردان‌هایی همچون رسول ملاقلی‌پور، مسعود کیمیایی و مهران مدیری را در کارنامه خود دارد. برزویه سال ۱۳۷۵ برنده دیپلم و سیمرغ بلورین بهترین عکاس فیلم برای عکاسی فیلم سفر به چزابه (ساخته رسول ملاقلی‌پور) شد. بابک برزویه فعالیت خود را در عکاسی هنری در سال ۱۳۷۶ با عکاسی فیلم ایلیا نقاش جوان شروع کرد. وی با عکاسی بیش از ۱۰ مجموعه تلویزیونی، ۳۵ فیلم سینمایی بلند و کوتاه و بیش از ۲۰۰ تئاتر داخلی یکی از فعالترین عکاسان هنری ایران بود. همکاری با خبرگزاری‌هایی همچون فارس، ایسنا، آنا و مهر جز کارنامه خبری وی هستند. بابک برزویه از سال ۱۳۹۱ با فیلمبرداری و کارگردانی فیلم تئاتر وارد دوره جدیدی از فغالیت‌های خود شد.
بابک برزویه از سال ۱۳۹۱ در سمت مدیریت تولید، مدیر فیلم‌برداری و کارگردان تلویزیونی اقدام به تولید ده‌ها فیلم تئاتر نمود.

## تألیف کتاب
برزویه در سال ۱۳۸۸ اقدام به انتشار کتاب عکس‌های فیلم محاکمه در خیابان ساخته مسعود کیمیایی نمود.

## فعالیت‌های خبری
او از سال ۱۳۶۸ با عکاسی از مراسم خاکسپاری سید روح‌الله خمینی به عنوان اولین تجربه حرفه‌ای عکاسی خبری کار خود را در حوزه فعالیت خبری آغاز نمود. وی از آن زمان با خبرگزاری‌های مختلفی از جمله فارس، ایسنا، جام جم به صورت ناپیوسته همکاری داشت. همچنین وی عکاس خبرگزاری مهر و دبیر عکس خبرگزاری آنا بود. وی همچنین با ماهنامه سینمایی فیلم نیز همکاری داشته‌است.

## مرگ
به گزارش خبرگزاری رسمی، بابک برزویه که از دی ۱۴۰۰ به دلیل بیماری مغزی در کما به سر می‌برد و در بخش مراقبت‌های ویژه بستری بود در سه‌شنبه ۲۵ مرداد ۱۴۰۱ درگذشت.

## فعالیت هنری

### فیلم‌ها و تئاترها
| ردیف | نام فیلم                 | کارگردان         | مسئولیت اجرایی  | سال ساخت |
| ---- | ------------------------ | ---------------- | --------------- | -------- |
| ۱    | مدرسه‌ای که می‌رفتیم       | داریوش مهرجویی   | بازیگری         | ۱۳۵۹     |
| ۲    | ایلیا نقاش جوان          | ابوالحسن داوودی  | بازیگری و عکاسی | ۱۳۷۰     |
| ۳    | سایه‌های هجوم             | احمد امینی       | عکاسی           | ۱۳۷۱     |
| ۴    | دستها                    | ناصر هاشمی       | عکاسی           | ۱۳۷۲     |
| ۵    | نان و شعر                | کیومرث پور احمد  | عکاسی           | ۱۳۷۲     |
| ۶    | پدر                      | مجید مجیدی       | عکاسی           | ۱۳۷۴     |
| ۷    | سفر به چزابه             | رسول ملاقلی‌پور   | عکاسی و بازیگری | ۱۳۷۴     |
| ۸    | نجات یافتگان             | رسول ملاقلی‌پور   | عکاسی           | ۱۳۷۴     |
| ۹    | خفاش                     | علی اصغر شادروان | عکاسی           | ۱۳۷۶     |
| ۱۰   | کمکم کن                  | رسول ملاقلی‌پور   | عکاسی و بازیگری | ۱۳۷۷     |
| ۱۱   | هیوا                     | رسول ملاقلی‌پور   | عکاسی           | ۱۳۷۷     |
| ۱۲   | یکی بود یکی نبود         | ایرج طهماسب      | عکاسی و بازیگری | ۱۳۷۹     |
| ۱۳   | قارچ سمی                 | رسول ملاقلی‌پور   | عکاسی           | ۱۳۸۰     |
| ۱۴   | آواز در باران (بانوی من) | یدالله صمدی      | عکاسی           | ۱۳۸۱     |
| ۱۵   | یک روز معمولی            | حسن فتحی         | عکاسی           | ۱۳۸۱     |
| ۱۶   | نسخه خطی                 | حسن فتحی         | عکاسی           | ۱۳۸۱     |
| ۱۷   | این زن حرف نمی‌زند        | احمد امینی       | عکاسی           | ۱۳۸۲     |
| ۱۸   | گنجینه عشق               | شفیع آقا محمدیان | عکاسی           | ۱۳۸۳     |
| ۱۹   | جایی برای زندگی          | محمد بزرگ نیا    | عکاسی           | ۱۳۸۳     |
| ۲۰   | حکم                      | مسعود کیمیایی    | عکاسی           | ۱۳۸۳     |
| ۲۱   | باغ فردوس ۵ بعد از ظهر   | سیامک شایقی      | عکاسی           | ۱۳۸۴     |
| ۲۲   | زن بدلی                  | مهرداد فلاح      | عکاسی           | ۱۳۸۴     |
| ۲۳   | اخراجی‌های ۱              | مسعود ده نمکی    | عکاسی           | ۱۳۸۶     |
| ۲۴   | محاکمه در خیابان         | مسعود کیمیایی    | عکاسی           | ۱۳۸۷     |
| ۲۵   | آقای بازیگر              | محمدرضا ورزی     | عکاسی           | ۱۳۸۸     |
| ۲۶   | روز رستاخیز              | احمد رضا درویش   | عکاسی           | ۱۳۸۹     |
| ۲۷   | جرم                      | مسعود کیمیایی    | عکاسی           | ۱۳۸۹     |
| ۲۸   | دموکراسی تو روز روشن     | علی عطشانی       | عکاسی           | ۱۳۸۹     |
| ۲۹   | اخراجی‌های ۳              | مسعود ده نمکی    | عکاسی           | ۱۳۹۰     |
| ۳۰   | آقای الف                 | علی عطشانی       | عکاسی           | ۱۳۹۱     |
| ۳۱   | رسوایی                   | مسعود ده نمکی    | عکاسی           | ۱۳۹۱     |
| ۳۲   | هیس دخترها فریاد نمی‌زنند | پوران درخشنده    | عکاسی           | ۱۳۹۲     |
| ۳۳   | معراجی‌ها                 | مسعود ده نمکی    | عکاسی           | ۱۳۹۲     |
| ۳۴   | فصل فراموشی فریبا        | عباس رافعی       | عکاسی           | ۱۳۹۲     |
| ۳۵   | متروپل                   | مسعود کیمیایی    | عکاسی           | ۱۳۹۲     |
| ۳۶   | پدر آن دیگری             | یدالله صمدی      | عکاسی           | ۱۳۹۴     |
| ۳۷   | زیر سقف دودی             | پوران درخشنده    | عکاسی           | ۱۳۹۵     |
| ۳۸   | هیس!پسرها گریه نمی‌کنند   | پوران درخشنده    | عکاسی           | ۱۳۹۶     |
| ۳۹   | آقای سانسور              | علی جبارزاده     | عکاسی           | ۱۳۹۶     |
| ۴۰   | خون شد                   | مسعود کیمیایی    | عکاسی           | ۱۳۹۸     |
| ۴۱   | نمایش الیور تویست        | اصغر خلیلی       | عکاسی           | ۱۳۹۳     |

### مجموعه‌های تلویزیونی
| ردیف | نام سریال                  | کارگردان             | مسئولیت اجرایی  | سال ساخت |
| ---- | -------------------------- | -------------------- | --------------- | -------- |
| ۱    | بازگشت به خانه             | مسعود نوابی          | عکاسی           | ۱۳۶۹     |
| ۲    | همسایه‌ها                   | حسن فتحی             | بازیگری و عکاسی | ۱۳۷۲     |
| ۳    | سمندون                     | ناصر هاشمی           | بازیگری و عکاسی | ۱۳۷۴     |
| ۴    | سفر به چزابه               | رسول ملاقلی‌پور       | بازیگری و عکاسی | ۱۳۷۴     |
| ۵    | دومین انفجار               | نادر مقدس            | بازیگری و عکاسی | ۱۳۷۵     |
| ۶    | زیر چتر خورشید             | بهمن زرین‌پور         | عکاسی           | ۱۳۷۵     |
| ۷    | پهلوانان نمی‌میرند          | حسن فتحی             | عکاسی           | ۱۳۷۶     |
| ۸    | سبز زخمی                   | بهرام کاظمی          | عکاسی           | ۱۳۷۶     |
| ۹    | ملاصدرا (روشن‌تر از خاموشی) | حسن فتحی             | عکاسی           | ۱۳۷۸     |
| ۱۰   | کیف انگلیسی                | ضیاء الدین دری       | عکاسی           | ۱۳۷۸     |
| ۱۱   | پدر خاک                    | کجوری                | عکاسی           | ۱۳۸۰     |
| ۱۲   | شبهای برره                 | مهران مدیری          | عکاسی           | ۱۳۸۴     |
| ۱۳   | باغ مظفر                   | مهران مدیری          | عکاسی           | ۱۳۸۵     |
| ۱۴   | مرد هزار چهره ۱            | مهران مدیری          | عکاسی           | ۱۳۸۷     |
| ۱۵   | شمس‌العماره                 | سامان مقدم           | عکاسی           | ۱۳۸۸     |
| ۱۶   | مرد هزار چهره۲             | مهران مدیری          | عکاسی           | ۱۳۸۸     |
| ۱۷   | دارا و ندار                | مسعود ده نمکی        | عکاسی           | ۱۳۸۹     |
| ۱۸   | قهوه تلخ                   | مهران مدیری          | عکاسی           | ۱۳۸۹     |
| ۱۹   | پنج کیلومتر تا بهشت        | علیرضا افخمی         | عکاسی           | ۱۳۹۰     |
| ۲۰   | پنجره                      | قدرت‌الله صلح میرزایی | عکاسی           | ۱۳۹۰     |
| ۲۱   | هفت سین                    | یدالله صمدی          | عکاسی           | ۱۳۹۱     |
| ۲۲   | ویلای من                   | مهران مدیری          | عکاسی           | ۱۳۹۱     |
| ۲۳   | معراجی‌ها                   | مسعود ده نمکی        | عکاسی           | ۱۳۹۲     |
| ۲۴   | هیولا                      | مهران مدیری          | عکاسی           | ۱۳۹۸     |

### نمایشگاه‌ها
برپایی و شرکت در بیش از ده‌ها نمایشگاه داخلی و خارجی
- نمایشگاه عکس با عنوان ۸ سال با رسول ملاقلی‌پور در خانه عکاسان ایران، سال ۱۳۸۱
- راهیابی و شرکت در یکصدوچهل و چهارمین نمایشگاه بین‌المللی عکس ایندبورگ انگلستان، سال ۲۰۰۶
- راهیابی و شرکت در نمایشگاه یازدهمین جشنواره ایتالیا با عنوان مرد و دریا، سال ۲۰۰۸[۴]
- برگزاری نمایشگاه آوای دوست در پردیس سینمایی ملت، سال ۱۳۸۹[۵]
- برگزاری نمایشگاه عکس هفته فیلم ایران در سریلانکا، سال ۱۳۹۰[۶]
- برگزاری نمایشگاه عکس رویش در خانه هنرمندان ایران، سال ۱۳۹۱[۷]
- برگزاری نمایشگاه عکس نقش اول در خانه هنرمندان ایران، سال ۱۳۹۲[۸]
- برگزاری نمایشگاه ۱۰ برش از طبیعت در کافه گالری خانه سینما، سال ۱۳۹۲[۹]
- برگزاری نمایشگاه قاب ماندگار؛ منتخب عکس‌های تئاتر در تماشاخانه ایران شهر، سال ۱۳۹۳
- برگزاری نمایشگاه عکس سی نما از سینما؛ در پردیس گالری ملت، سال ۱۳۹۳[۱۰]
- شرکت در نمایشگاه عکس و چیدمان در خانه هنرمندان، سال ۱۳۹۵

## مسئولیت‌های اجرایی

### عضویت‌ها
- عضویت در فدراسیون بین‌المللی روزنامه‌نگاران
- عضویت در انجمن صنفی عکاسان مطبوعات ایران
- عضویت در انجمن صنفی روزنامه نگاران ایران
- عضویت در انجمن عکاسان سینمای ایران
- عضویت در جامعه اصناف سینمای ایران

### سایر مسئولیت‌های اجرایی
- مسئولیت واحد انتشارات روابط عمومی وزارت پست و تلگراف و تلفن بمدت ۳ سال
- ریاست انجمن عکاسان سینمای ایران بمدت ۵ سال
- داور مسابقات عکاسی در جشنواره تصویر سال، دو دوره
- عضویت در شورای عالی داوری خانه سینما، دو دوره
- دبیر بخش عکس بیست و ششمین جشنواره بین‌المللی تئاتر فجر سال ۱۳۸۶
- داور بخش عکس جشن خانه سینما، دو دوره

## جوایز و افتخارات

### جشنواره‌ها
جشنواره بین‌المللی فیلم فجر
| سال  | رشته             | نام فیلم     | جایزه                       |
| ---- | ---------------- | ------------ | --------------------------- |
| ۱۳۷۳ | بهترین عکاس فیلم | سایه‌های هجوم | کاندید                      |
| ۱۳۷۵ | بهترین عکاس فیلم | سفر به چزابه | دیپلم افتخار و سیمرغ بلورین |
| ۱۳۸۴ | بهترین عکس       | حکم          | کاندید                      |
| ۱۳۸۸ | بهترین عکس       | اخراجیها     | کاندید                      |

جشن سینمای ایران - خانه سینما
| سال  | رشته             | نام فیلم         | جایزه              |
| ---- | ---------------- | ---------------- | ------------------ |
| ۱۳۸۵ | بهترین عکاس فیلم | حکم              | تندیس طلایی        |
| ۱۳۹۰ | بهترین عکاس فیلم | محاکمه در خیابان | کاندید تندیس طلایی |

سایر جوایز
- کسب دیپلم افتخار و پلاک زرین ششمین جشنواره دفاع مقدس / نفر دوم بخش عکس، سال ۱۳۷۵
- دیپلم افتخار و پلاک زرین هشتمین جشنواره دفاع مقدس بعنوان نفر اول مسابقه عکاسی، سال ۱۳۷۹
- دیپلم افتخار و پلاک زرین نهمین جشنواره دفاع مقدس بعنوان نفر اول عکاسی در بخش مسابقه تک عکس برای فیلم قارچ سمی، سال ۱۳۸۱
- دیپلم افتخار و پلاک نقره‌ای دومین جشنواره عکس دریای ایران در بخش انسان و دریا، سال ۱۳۸۴
- نفر اول بخش عکس گروه نشریات سراسری در دوازدهمین جشنواره مطبوعات، سال ۱۳۸۴[۱۲]
- کسب تندیس عکاس برگزیده بیست و ششمین جشنواره بین‌المللی تئاتر فجر، سال ۱۳۸۶
- نفر دوم بخش عکس غیر خبری گروه نشریات سراسری در هجدهمین جشنواره مطبوعات، سال ۱۳۹۰